# Liste des titres musicaux numéro un en Autriche en 1996
Cette page liste les titres numéro un dans les meilleures ventes de disques en Autriche pour l'année 1996.

## Classement des singles
| №  | Date         | Artiste         | Titre                              |
| -- | ------------ | --------------- | ---------------------------------- |
| 1  | 5 janvier    | Coolio          | Gangsta's Paradise                 |
| 2  | 12 janvier   | Coolio          | Gangsta's Paradise                 |
| 3  | 19 janvier   | Coolio          | Gangsta's Paradise                 |
| 4  | 26 janvier   | Coolio          | Gangsta's Paradise                 |
| 5  | 2 février    | Coolio          | Gangsta's Paradise                 |
| 6  | 9 février    | Coolio          | Gangsta's Paradise                 |
| 7  | 16 février   | Babylon Zoo     | Spaceman                           |
| 8  | 23 février   | Babylon Zoo     | Spaceman                           |
| 9  | 1er mars     | Babylon Zoo     | Spaceman                           |
| 10 | 8 mars       | Babylon Zoo     | Spaceman                           |
| 11 | 15 mars      | Fool's Garden   | Lemon Tree                         |
| 12 | 22 mars      | Los del Río     | Macarena                           |
| 13 | 29 mars      | Fool's Garden   | Lemon Tree                         |
| 14 | 5 avril      | Los del Río     | Macarena                           |
| 15 | 12 avril     | Los del Río     | Macarena                           |
| 16 | 19 avril     | Los del Río     | Macarena                           |
| 17 | 26 avril     | Robert Miles    | Children                           |
| 18 | 3 mai        | Los del Río     | Macarena                           |
| 19 | 10 mai       | Robert Miles    | Children                           |
| 20 | 17 mai       | Robert Miles    | Children                           |
| 21 | 24 mai       | Robert Miles    | Children                           |
| 22 | 31 mai       | Robert Miles    | Children                           |
| 23 | 7 juin       | Robert Miles    | Children                           |
| 24 | 14 juin      | Mr. President   | Coco Jamboo                        |
| 25 | 21 juin      | Mr. President   | Coco Jamboo                        |
| 26 | 28 juin      | Mr. President   | Coco Jamboo                        |
| 27 | 5 juillet    | Mr. President   | Coco Jamboo                        |
| 28 | 12 juillet   | Mr. President   | Coco Jamboo                        |
| 29 | 19 juillet   | Mr. President   | Coco Jamboo                        |
| 30 | 26 juillet   | The Fugees      | Killing Me Softly with His Song    |
| 31 | 2 août       | The Fugees      | Killing Me Softly with His Song    |
| 32 | 9 août       | The Fugees      | Killing Me Softly with His Song    |
| 33 | 16 août      | The Fugees      | Killing Me Softly with His Song    |
| 34 | 23 août      | The Fugees      | Killing Me Softly with His Song    |
| 35 | 30 août      | The Fugees      | Killing Me Softly with His Song    |
| 36 | 6 septembre  | Unique II       | Break My Stride                    |
| 37 | 13 septembre | The Fugees      | Killing Me Softly with His Song    |
| 38 | 20 septembre | Unique II       | Break My Stride                    |
| 39 | 27 septembre | Unique II       | Break My Stride                    |
| 40 | 4 octobre    | Unique II       | Break My Stride                    |
| 41 | 11 octobre   | Unique II       | Break My Stride                    |
| 42 | 18 octobre   | Unique II       | Break My Stride                    |
| 43 | 25 octobre   | Unique II       | Break My Stride                    |
| 44 | 1er novembre | OMC             | How Bizarre                        |
| 45 | 8 novembre   | Die Toten Hosen | Zehn kleine Negerlein              |
| 46 | 15 novembre  | OMC             | How Bizarre                        |
| 47 | 22 novembre  | Backstreet Boys | Quit Playing Games (With My Heart) |
| 48 | 29 novembre  | Backstreet Boys | Quit Playing Games (With My Heart) |
| 49 | 6 décembre   | Backstreet Boys | Quit Playing Games (With My Heart) |
| 50 | 13 décembre  | Backstreet Boys | Quit Playing Games (With My Heart) |
| 51 | 20 décembre  | Backstreet Boys | Quit Playing Games (With My Heart) |
| 52 | 27 décembre  | Backstreet Boys | Quit Playing Games (With My Heart) |

## Classement des albums
| №  | Date         | Artiste                     | Titre                   |
| -- | ------------ | --------------------------- | ----------------------- |
| 1  | 5 janvier    | Queen                       | Made in Heaven          |
| 2  | 12 janvier   | Madonna                     | Something to Remember   |
| 3  | 19 janvier   | Queen                       | Made in Heaven          |
| 4  | 26 janvier   | Madonna                     | Something to Remember   |
| 5  | 2 février    | Bande originale             | Dangerous Minds         |
| 6  | 9 février    | Queen                       | Made in Heaven          |
| 7  | 16 février   | Queen                       | Made in Heaven          |
| 8  | 23 février   | Bande originale             | Dangerous Minds         |
| 9  | 1er mars     | Nick Cave and the Bad Seeds | Murder Ballads          |
| 10 | 8 mars       | Nick Cave and the Bad Seeds | Murder Ballads          |
| 11 | 15 mars      | Vanessa-Mae                 | The Violin Player       |
| 12 | 22 mars      | Sting                       | Mercury Falling         |
| 13 | 29 mars      | Sting                       | Mercury Falling         |
| 14 | 5 avril      | Céline Dion                 | Falling into You        |
| 15 | 12 avril     | Take That                   | Greatest Hits           |
| 16 | 19 avril     | Take That                   | Greatest Hits           |
| 17 | 26 avril     | Take That                   | Greatest Hits           |
| 18 | 3 mai        | Take That                   | Greatest Hits           |
| 19 | 10 mai       | Take That                   | Greatest Hits           |
| 20 | 17 mai       | Take That                   | Greatest Hits           |
| 21 | 24 mai       | Brunner & Brunner           | Leben                   |
| 22 | 31 mai       | George Michael              | Older                   |
| 23 | 7 juin       | Eros Ramazzotti             | Dove c'è musica         |
| 24 | 14 juin      | Metallica                   | Load                    |
| 25 | 21 juin      | Metallica                   | Load                    |
| 26 | 28 juin      | Metallica                   | Load                    |
| 27 | 5 juillet    | Metallica                   | Load                    |
| 28 | 12 juillet   | Metallica                   | Load                    |
| 29 | 19 juillet   | Die Schlümpfe               | Alles Banane Vol. 3     |
| 30 | 26 juillet   | Die Schlümpfe               | Alles Banane Vol. 3     |
| 31 | 2 août       | The Fugees                  | The Score               |
| 32 | 9 août       | The Fugees                  | The Score               |
| 33 | 16 août      | The Fugees                  | The Score               |
| 34 | 23 août      | The Fugees                  | The Score               |
| 35 | 30 août      | The Fugees                  | The Score               |
| 36 | 6 septembre  | The Fugees                  | The Score               |
| 37 | 13 septembre | The Fugees                  | The Score               |
| 38 | 20 septembre | R.E.M.                      | New Adventures in Hi-Fi |
| 39 | 27 septembre | R.E.M.                      | New Adventures in Hi-Fi |
| 40 | 4 octobre    | R.E.M.                      | New Adventures in Hi-Fi |
| 41 | 11 octobre   | R.E.M.                      | New Adventures in Hi-Fi |
| 42 | 18 octobre   | R.E.M.                      | New Adventures in Hi-Fi |
| 43 | 25 octobre   | Simply Red                  | Greatest Hits           |
| 44 | 1er novembre | Simply Red                  | Greatest Hits           |
| 45 | 8 novembre   | The Kelly Family            | Almost Heaven           |
| 46 | 15 novembre  | Simply Red                  | Greatest Hits           |
| 47 | 22 novembre  | The Kelly Family            | Almost Heaven           |
| 48 | 29 novembre  | The Kelly Family            | Almost Heaven           |
| 49 | 6 décembre   | Die Schlümpfe               | Voll der Winter! Vol. 4 |
| 50 | 13 décembre  | Die Schlümpfe               | Voll der Winter! Vol. 4 |
| 51 | 20 décembre  | Die Schlümpfe               | Voll der Winter! Vol. 4 |
| 52 | 27 décembre  | Die Schlümpfe               | Voll der Winter! Vol. 4 |